# Liane Augustin
Liane Augustin (née le 18 novembre 1927 à Berlin, morte le 30 avril 1978 à Vienne) est une chanteuse autrichienne.

## Biographie
Liane Augustin est la seconde fille de l'acteur Karl Augustin. Sa mère, chanteuse, est originaire de Francfort-sur-le-Main. Les bombardements constants sur Berlin et une réorientation professionnelle du père amènent la famille à retourner à son pays natal, à Vienne, en 1944. À 16 ans, Liane est admirative d'Ilse Werner et pense alors à devenir chanteuse à son tour. Ses parents lui financent de premiers cours de chant puis des études. Après quelques passages modestes à la radio, en 1946, elle est engagée dans un club américain, car elle peut chanter en de nombreuses langues, en allemand, français, anglais, italien, hongrois et suédois.
Au Bohème-Bar, elle est accompagnée d'un trio composé de Michael Danzinger (de) (piano), László Gatti (guitare) et Willy Fantel (accordéon et basse). Parfois pris par sa carrière solo, Danzinger est remplacé par Herbert Seiter. La chanteuse et le trio connaissent un succès local et signent un premier contrat en 1949. Quelques émissions de l'ÖRF lui sont consacrées.
Le producteur américain Seymour Solomon la voit au bar et propose à Liane un contrat avec une distribution mondiale. Son premier album paraît en 1952 aux États-Unis. Orient-Express présente des chansons viennoises, des chansons pour l'Allemagne et l'international, parfois accompagnée par le Bohème-Bar-Trio ou un grand orchestre. Ses numéros musicaux font l'objet de petits sketchs. Le cinéma s'intéresse à elle.
En 1953, Liane Augustin épouse le riche homme d'affaires Gabriel Kenézy qui achète à Vienne l'Eden Bar (de) et le lui confie. Elle s'y produit et reçoit un public prestigieux. Après la naissance de la fille Jenny, le couple divorce.
La chanteuse intègre les classements des radios autrichiennes avec des reprises de succès américains. En 1956, elle enregistre L'Opéra de quat'sous, album qui reçoit le Grand Prix du Disque de l'Académie Charles-Cros.
L'ÖRF la sélectionne pour représenter l'Autriche au Concours Eurovision de la chanson 1958. Elle interprète Die ganze Welt braucht Liebe, écrite par Günther Leopold et Kurt Werner. Elle finit à la cinquième place sur les dix participants avec huit points. Le titre ne fait pas l'objet d'une publication.
À Noël 1958, l'artiste échappe à l'accident d'avion du vol Air France 703 (de) à l'aéroport de Vienne-Schwechat.
En 1961, elle vient chanter à Nex York. Ses concerts au Town Hall et au Wiener Laterne dans Manhattan affichent complet. La collaboration avec Robert Stolz est à son sommet.
La chanteuse fait de nombreuses tournées autour du monde. Un nouvel amour la pousse à s'installer en Scandinavie puis elle revient à Vienne. Au milieu des années 1970, ses apparitions se font de plus en plus rares. Elle gagne sa vie en chantant dans un paquebot de luxe.
Après une opération de chirurgie abdominale, un fort saignement ne peut pas être arrêté. Liane Augustin meurt soudainement à l'âge de 50 ans.

## Discographie
Singles
- 1952: Schenk’ mir Dein Herz
- 1953: April in Portugal
- 1956: Lass die Welt darüber reden
- 1957: Ich sage Dir adieu
- 1957: Deine Liebe
- 1964: Da hilft kein Rosenstrauß

Albums
- 1952: Orient-Express
- 1953: The Bohème Bar
- 1953: A Continental Cocktail
- 1954: Café Continental
- 1955: Glowing Embers
- 1955: Berlin Cabaret Songs
- 1956: Vienna Midnight
- 1956: Rendezvous avec Liane
- 1956: Paris Midnight
- 1956: Die Dreigroschenoper
- 1957: Embraceable you (Liane sings George Gershwin)
- 1957: Winter Wonderland
- 1957: Vienna by Night
- 1958: Paris After Midnight
- 1959: Night and Day (Songs of Cole Porter)
- 1962: April in Paris

## Filmographie
- 1953: Fiakermilli – Liebling von Wien (de)
- 1953: Lavendel
- 1954: Der rote Prinz
- 1956: … und wer küßt mich?
- 1956: Liebe, die den Kopf verliert
- 1962: Licht auf der Piazza

## Source de la traduction
- (de) Cet article est partiellement ou en totalité issu de l’article de Wikipédia en allemand intitulé « Liane Augustin » (voir la liste des auteurs).